# 矮箬竹
矮箬竹（学名：Indocalamus pedalis）为禾本科箬竹属下的一个种。

## 扩展阅读
- 維基物種上的相關：矮箬竹